# Мунонго, Годфруа
Мвами Мвенда Мсири Шьомбека ве Шало Годфруа Мунонго (фр. Mwami Mwenda M'siri Shyombeka We Shalo Godefroid Munongo; 20 ноября 1925, Луалаба, Бельгийское Конго — 28 мая 1992, Шаба, Заир) — конголезский и катангский политик, ближайший соратник Моиза Чомбе. Весной—летом 1961 года временно исполнял обязанности президента Катанги. В 1964—1965 годах — министр внутренних дел Конго (Леопольдвиль). Обвинялся в террористических методах управления, этнических чистках и убийстве Патриса Лумумбы. Видная фигура Конголезского кризиса и Катангской войны. При режиме Мобуту был арестован, затем освобождён, занимал посты в госаппарате Заира. Потомок Мсири, племенной монарх народности йеке в 1976—1992 годах под именем Мвенда VI.

## Происхождение и позиции
Родился в семье племенного монарха народности йеке Мванангвы Мутампуки Мвамве Мунонго Мусамфии Нтанги. Происходил из королевского рода Мсири. Начальное образование получил при племенном королевском дворе. Затем учился в католической миссии Элизабетвиля и во франкоязычном Университете Лованиума в Леопольдвиле. В 1954—1959 годах, при бельгийском колониальном правлении в Конго, занимал ряд административных и судебных должностей в регионе Катанга. По некоторым оценкам, причислялся к боссам местной оргпреступности.
Годфруа Мунонго был сторонником катангского сепаратизма и правого политического курса. Являлся первым председателем сепаратистской, прозападной и антикоммунистической партии CONACAT. Уступил председательство Моизу Чомбе, поскольку состоял на госслужбе.

## Министр Катанги
11 июля 1960 года CONACAT во главе с Чомбе и Мунонго провозгласила независимость Катанги — отделившись от Конго, где правительство возглавлял левый политик Патрис Лумумба. С апреля по июнь 1961 года Мунонго замещал Чомбе в качестве временного и. о. президента Государства Катанга. Затем занимал пост министра внутренних дел Катанги.
Руководил местной администрацией и силовыми структурами. Был одним из командующих формированиями сепаратистов в Катангской войне. Наряду с самим Чомбе и куратором экономики Жан-Батистом Кибве, Годфруа Мунонго принадлежал к самым влиятельным лидерам Катанги. Мунонго состоял вместе с Жан-Батистом Кибве, Жозефом Кивеле и Альфонсом Киелой в «малом кабинете» — группе ведущих министров, наделённых правом принимать решения в отсутствие президента Чомбе.
Годфруа Мунонго проводил политику жёсткого подавления сторонников Патриса Лумумбы. Рассматривался как «ястреб» катангского руководства, в этом плане противопоставлялся «голубю» Чомбе. Считается организатором убийства Лумумбы (вместе с его сподвижниками Жозефом Окито и Морисом Мполо), присутствовал и распоряжался на месте расстрела. По отзывам очевидцев расстрела Лумумбы, Мунонго пребывал в хорошем настроении, обменивался шутками с Кибве.
15 февраля 1961 года на пресс-конференции в Элизабетвиле в адрес Мунонго прозвучало прямое обвинение, на что он ответил: «Докажите!».
После присоединения Катанги к Конго Годфруа Мунонго занимал административные посты в Восточной Катанге.

## Министр Конго
10 июля 1964 года президент Конго (Леопольдвиль) — вскоре переименованной в ДРК — Жозеф Касавубу назначил Моиза Чомбе премьер-министром. Годфруа Мунонго получил в кабинете Чомбе пост министра внутренних дел. Состоял в руководстве учреждённой Чомбе партии CONACO, возглавлял политический штаб премьер-министра.
Годфруа Мунонго был организатором подавления левого Восстания симба. Являлся одним из лидеров крайне правых сил в Конголезском кризисе.
Сложно складывались отношения Мунонго с президентом Республики Конго Жозефом Касавубу. Президент усматривал в Чомбе серьёзного конкурента в борьбе за верховную власть, а в Мунонго — опасного оперативного противника. Касавубу пытался ослабить позиции Мунонго, расширяя полномочия начальника Службы безопасности Конго Виктора Нендаки. Давление доходило до терактов: 10 сентября 1965 года в Леопольдвиле был взорван автомобиль, в результате чего погиб Бернар Мунонго, племянник Годфруа Мунонго.
После отстранения Чомбе от власти в октябре 1965 года Мунонго некоторое время занимал пост губернатора Катанги.

## Арест и освобождение
24 ноября 1965 года к власти в Конго пришёл противник Чомбе генерал Мобуту. Сторонники Чомбе подверглись жёстким преследованиям. Многие из них, в том числе Эварист Кимба, были казнены, Мунонго арестован. Однако власти не решились казнить потомка Мсири, члена королевской семьи. 30 августа 1968 года Мунонго был освобождён.
После освобождения Годфруа Мунонго занимал ряд административных и хозяйственных постов в госаппарате Конго-Заира. Был вице-председателем транспортного управления, директором заирско-итальянского предприятия.

## Племенной монарх
12 сентября 1976 года совет вождей йеке утвердил Годфруа Мунонго в качестве короля Байеке. Носил имя Мвенда VI. В этом статусе Мунонго активно культивировал племенные и катангские традиции, культуру и ритуалы. Организовал реконструкцию ряда исторических памятников йеке.
Скончался Годфруа Мунонго 28 мая 1992 года — в день, когда намеревался выступить с подробным рассказом об обстоятельствах смерти Патриса Лумумбы, за несколько часов до намеченного выступления.

## Семья и династия
Годфруа Мунонго был женат, имел девятерых детей — сыновей Кристиана, Симфориена, Клода, Доминика, Эрика, Патрика, Годфруа-младшего, дочерей Мари-Анж и Одиллию.
Капапа Клотильда Банза Мунонго — жена Годфруа Мунонго — обладала титулом королевы. Была известна в племени как Mayo Kapapa и Maman Clothilde (Мать Капапа, Мать Клотильда). Скончалась в 2013 году.
Мвами Кристиан Мунонго Мсири Мвемера — старший сын Годфруа Мунонго — после смерти отца унаследовал королевский титул под именем Мвенда VII. Являлся королём Байеке с августа 1992 до своей кончины в октябре 1997 года.
Мвами Мвенда-Банту Канеранера Годфруа Мунонго-младший с октября 1997 года является королём Байеке под именем Мвенда VIII.
Патрик Мунонго — младший сын Годфруа Мунонго — активный политик ДРК, считается потенциальным наследником племенного трона.